# Ondřej Synek
Ondřej Synek, češki veslač, * 13. oktober 1982, Brandýs nad Labem.
Synek je za Češko nastopil na Poletnih olimpijskih igrah 2008 v Pekingu, kjer je v enojcu osvojil srebrno medaljo. 
Pred tem je leta 2004 nastopil na Poletnih olimpijskih igrah v Atenah, kjer je nastopil v dvojnem dvojcu. Češki čoln je takrat osvojil peto mesto.